# Hans Majestet Kongens Garde
La Hans Majestet Kongens Garde (HMKG) è un battaglione del Kongelige Norske Hæren, l'esercito norvegese. Svolge la funzione di guardia reale, sorvegliando il palazzo reale di Oslo e la fortezza di Akershus, ed è la principale unità di fanteria con la responsabilità della difesa di Oslo.